# Festival de la Canción de Eurovisión 1980
El XXV Festival de la Canción de Eurovisión tuvo lugar el 19 de abril de 1980 en La Haya, Países Bajos, siendo la presentadora Marlous Fluitsma.
Israel, vencedor de la anterior edición, al coincidir el festival con la fecha en la que se recuerda el día del Holocausto judío, renunció a organizar el festival el 21 de agosto de 1979, así que se le ofreció a la BBC la posibilidad de organizar el festival, como había sucedido otras veces. Sin embargo la BBC también se negó a organizar el festival en esta ocasión, al igual que sucedió con otras emisoras que también se negaron, entre ellas España (el Patronato de Turismo de la Costa del Sol llegó a proponer el Palacio de Congresos de Torremolinos, Málaga como sede). Finalmente, fue la televisión neerlandesa NOS (12.ª clasificada en 1979) se ofreció  a organizar el festival casi sin tiempo, para lo cual utilizó la mayor parte de la infraestructura cuando organizó el festival en 1976. Según la versión inglesa de esta misma enciclopedia, la televisión de Israel, IBA, rechazó la organización por un asunto presupuestario, y se retiró de la competencia al conocer la fecha del concurso por coincidir esta con el día del Holocausto judío.
Por estos motivos, el festival de 1980 tuvo ciertas particularidades. Fue la primera y única vez, hasta el momento, que un ganador no solo no organiza el festival, sino que se retira su participación. También fue la primera y única que vez que Marruecos se presentó al festival, aprovechando la ausencia de Israel. Además, aparte de la presentadora oficial, cada país llevó su propio presentador para presentar en su propio idioma sus respectivas canciones. La presentadora de la canción española fue Mari Cruz Soriano y sus intérpretes, el grupo Trigo Limpio.
Johnny Logan se proclamó vencedor con el tema "What's Another Year?".

## Países participantes

### Canciones y selección
| País y TV               | Título original de la canción | Artista                         | Proceso y fecha de selección             |
| País y TV               | Traducción al español         | Idiomas                         | Proceso y fecha de selección             |
| ----------------------- | ----------------------------- | ------------------------------- | ---------------------------------------- |
| Alemania Occidental ARD | Theater                       | Katja Ebstein                   | Ein lied für Den Haag 1980, 20-03-1980   |
| Alemania Occidental ARD | Teatro                        | Alemán                          | Ein lied für Den Haag 1980, 20-03-1980   |
| Austria ORF             | Du bist Musik                 | Blue Danube                     | Elección Interna                         |
| Austria ORF             | Eres música                   | Alemán                          | Elección Interna                         |
| Bélgica BRT             | Euro-Vision                   | Telex                           | Final Nacional, 24-02-1980               |
| Bélgica BRT             | Eurovisión                    | Francés                         | Final Nacional, 24-02-1980               |
| Dinamarca DR            | Tænker altid på dig           | Bamses Venner                   | Dansk Melodi Grand-Prix 1980, 29-03-1980 |
| Dinamarca DR            | Siempre pensando en ti        | Danés                           | Dansk Melodi Grand-Prix 1980, 29-03-1980 |
| España TVE              | Quédate esta noche            | Trigo Limpio                    | Elección Interna                         |
| España TVE              | -                             | Español                         | Elección Interna                         |
| Finlandia YLE           | Huilumies                     | Vesa-Matti Loiri                | Euroviisut 1980, 08-03-1980              |
| Finlandia YLE           | Un flautista                  | Finés                           | Euroviisut 1980, 08-03-1980              |
| Francia FT2             | Hé, hé m'sieurs dames         | Profil                          | Final Nacional, 10-03-1980               |
| Francia FT2             | ¡Ey, ey, damas y caballeros!  | Francés                         | Final Nacional, 10-03-1980               |
| Grecia ERT              | Autostop                      | Anna Vissi & Epikouri           | Final Nacional, 10-03-1980               |
| Grecia ERT              | -                             | Griego                          | Final Nacional, 10-03-1980               |
| Irlanda RTÉ             | What's Another Year           | Johnny Logan                    | Final Nacional, 09-03-1980               |
| Irlanda RTÉ             | ¿Qué es otro año?             | Inglés                          | Final Nacional, 09-03-1980               |
| Italia RAI              | Non so che darei              | Alan Sorrenti                   | Elección Interna                         |
| Italia RAI              | No sé qué daría               | Italiano                        | Elección Interna                         |
| Luxemburgo CLT          | Papa Pingouin                 | Sophie & Magaly                 | Elección Interna                         |
| Luxemburgo CLT          | Papá pingüino                 | Francés                         | Elección Interna                         |
| Marruecos RTM           | Bitaqat Khub                  | Samira Bensaïd                  | Elección Interna                         |
| Marruecos RTM           | Carta de amor                 | Árabe                           | Elección Interna                         |
| Noruega NRK             | Sámiid ædnan                  | Sverre Kjelsberg & Mattis Hætta | Melodi Grand Prix 1980, 22-03-1980       |
| Noruega NRK             | Laponia                       | Noruego                         | Melodi Grand Prix 1980, 22-03-1980       |
| Países Bajos NOS        | Amsterdam                     | Maggie MacNeal                  | Elección Interna                         |
| Países Bajos NOS        | Ámsterdam                     | Neerlandés                      | Elección Interna                         |
| Portugal RTP            | Um grande, grande amor        | José Cid                        | Festival da Canção 1980, 07-03-1980      |
| Portugal RTP            | Un gran, gran amor            | Portugués                       | Festival da Canção 1980, 07-03-1980      |
| Reino Unido BBC         | Love Enough for Two           | Prima Donna                     | A Song for Europe, 26-03-1980            |
| Reino Unido BBC         | Amor suficiente para dos      | Inglés                          | A Song for Europe, 26-03-1980            |
| Suecia SVT              | Just nu!                      | Tomas Ledin                     | Melodifestivalen 1980, 08-03-1980        |
| Suecia SVT              | ¡Ahora mismo!                 | Sueco                           | Melodifestivalen 1980, 08-03-1980        |
| Suiza SSR SRG           | Cinéma                        | Paola del Medico                | Elección Interna                         |
| Suiza SSR SRG           | Cine                          | Francés                         | Elección Interna                         |
| Turquía TRT             | Pet'r Oil                     | Ajda Pekkan                     | Final Nacional, 24-02-1980               |
| Turquía TRT             | Petróleo                      | Turco                           | Final Nacional, 24-02-1980               |

## Resultados
La votación empezó a favor de los anfitriones, los Países Bajos, que pronto cedieron ante Alemania Federal. Esta  sacó ventaja a partir de la sexta votación pero seguida de cerca de Irlanda y el Reino Unido. Ya al empezar la segunda mitad, Irlanda se puso por delante de la canción alemana y empezó a obtener una gran diferencia, y aunque esta se fue reduciendo siempre mantuvo el liderazgo. Finalmente Irlanda se alzó en La Haya con su segundo Festival de Eurovisión.
| #  | País                | Intérprete(s)                   | Canción                  | Lugar | Puntos |
| -- | ------------------- | ------------------------------- | ------------------------ | ----- | ------ |
| 01 | Austria             | Blue Danube                     | «Du bist Musik»          | 8     | 64     |
| 02 | Turquía             | Ajda Pekkan                     | «Pet'r oil»              | 15    | 23     |
| 03 | Grecia              | Anna Vissi & The Epikouri       | «Autostop»               | 13    | 30     |
| 04 | Luxemburgo          | Sophie & Magaly                 | «Papa pingouin»          | 9     | 56     |
| 05 | Marruecos           | Samira Bensaid                  | «Bitakat hob»            | 18    | 7      |
| 06 | Italia              | Alan Sorrenti                   | «Non so che darei»       | 6     | 87     |
| 07 | Dinamarca           | Bamses Venner                   | «Tænker altid på dig»    | 14    | 25     |
| 08 | Suecia              | Tomas Ledin                     | «Just nu!»               | 10    | 47     |
| 09 | Suiza               | Paola del Medico                | «Cinéma»                 | 4     | 104    |
| 10 | Finlandia           | Vesa-Matti Loiri                | «Huilumies»              | 19    | 6      |
| 11 | Noruega             | Sverre Kjelsberg & Mattis Hætta | «Sámiid Ædnan»           | 16    | 15     |
| 12 | Alemania Occidental | Katja Ebstein                   | «Theater»                | 2     | 128    |
| 13 | Reino Unido         | Prima Donna                     | «Love enough for two»    | 3     | 106    |
| 14 | Portugal            | José Cid                        | «Um grande, grande amor» | 7     | 71     |
| 15 | Países Bajos        | Maggie MacNeal                  | «Amsterdam»              | 5     | 93     |
| 16 | Francia             | Profil                          | «Hé, hé, m'sieurs dames» | 11    | 45     |
| 17 | Irlanda             | Johnny Logan                    | «What's another year?»   | 1     | 143    |
| 18 | España              | Trigo Limpio                    | «Quédate esta noche»     | 12    | 38     |
| 19 | Bélgica             | Telex                           | «Euro-vision»            | 17    | 14     |

## Votaciones

### Sistema de votación
Cada país otorgaba, mediante un jurado de once miembros, 12, 10, 8, 7, 6, 5, 4, 3, 2 y 1 puntos para sus diez canciones favoritas. Por primera vez, los votos que otorgaba cada jurado se iban anunciando de manera ascendente y no por el mismo orden en que las canciones habían sido presentadas, como había ocurrido en todos los festivales precedentes.

### Tabla de votación
|                          |                     | Resultados        |                       |                      |                   |                      |                   |                  |                      |                    |                                |                         |                     |                             |                    |                    |                   |                    |    |    |
| Bandera de Austria       | Bandera de Turquía  | Bandera de Grecia | Bandera de Luxemburgo | Bandera de Marruecos | Bandera de Italia | Bandera de Dinamarca | Bandera de Suecia | Bandera de Suiza | Bandera de Finlandia | Bandera de Noruega | Bandera de Alemania Occidental | Bandera del Reino Unido | Bandera de Portugal | Bandera de los Países Bajos | Bandera de Francia | Bandera de Irlanda | Bandera de España | Bandera de Bélgica |    |    |
| Participantes            | Austria             |                   | 0                     | 1                    | 0                 | 3                    | 4                 | 5                | 1                    | 4                  | 5                              | 6                       | 4                   | 6                           | 3                  | 3                  | 4                 | 10                 | 4  | 1  |
| Participantes            | Turquía             | 3                 |                       | 0                    | 0                 | 12                   | 8                 | 0                | 0                    | 0                  | 0                              | 0                       | 0                   | 0                           | 0                  | 0                  | 0                 | 0                  | 0  | 0  |
| Participantes            | Grecia              | 5                 | 0                     |                      | 1                 | 0                    | 2                 | 2                | 0                    | 0                  | 0                              | 4                       | 0                   | 3                           | 1                  | 8                  | 0                 | 4                  | 0  | 0  |
| Participantes            | Luxemburgo          | 1                 | 1                     | 0                    |                   | 0                    | 0                 | 4                | 6                    | 0                  | 3                              | 7                       | 0                   | 8                           | 0                  | 0                  | 7                 | 8                  | 3  | 8  |
| Participantes            | Marruecos           | 0                 | 0                     | 0                    | 0                 |                      | 7                 | 0                | 0                    | 0                  | 0                              | 0                       | 0                   | 0                           | 0                  | 0                  | 0                 | 0                  | 0  | 0  |
| Participantes            | Italia              | 2                 | 6                     | 2                    | 0                 | 0                    |                   | 3                | 10                   | 8                  | 6                              | 2                       | 7                   | 4                           | 12                 | 1                  | 2                 | 2                  | 10 | 10 |
| Participantes            | Dinamarca           | 0                 | 0                     | 4                    | 0                 | 2                    | 0                 |                  | 0                    | 6                  | 7                              | 1                       | 5                   | 0                           | 0                  | 0                  | 0                 | 0                  | 0  | 0  |
| Participantes            | Suecia              | 0                 | 8                     | 10                   | 10                | 6                    | 5                 | 0                |                      | 5                  | 0                              | 0                       | 2                   | 0                           | 0                  | 0                  | 0                 | 0                  | 1  | 0  |
| Participantes            | Suiza               | 6                 | 2                     | 0                    | 5                 | 7                    | 3                 | 8                | 2                    |                    | 12                             | 10                      | 10                  | 7                           | 6                  | 10                 | 0                 | 12                 | 2  | 2  |
| Participantes            | Finlandia           | 0                 | 0                     | 0                    | 0                 | 0                    | 0                 | 0                | 0                    | 0                  |                                | 5                       | 0                   | 0                           | 0                  | 0                  | 1                 | 0                  | 0  | 0  |
| Participantes            | Noruega             | 0                 | 0                     | 0                    | 0                 | 4                    | 0                 | 0                | 0                    | 0                  | 0                              |                         | 6                   | 0                           | 0                  | 2                  | 3                 | 0                  | 0  | 0  |
| Participantes            | Alemania occidental | 8                 | 10                    | 0                    | 3                 | 10                   | 12                | 7                | 5                    | 7                  | 2                              | 0                       |                     | 10                          | 8                  | 12                 | 10                | 5                  | 12 | 7  |
| Participantes            | Reino Unido         | 7                 | 5                     | 0                    | 8                 | 8                    | 0                 | 10               | 12                   | 10                 | 4                              | 0                       | 3                   |                             | 7                  | 7                  | 5                 | 6                  | 8  | 6  |
| Participantes            | Portugal            | 0                 | 4                     | 5                    | 4                 | 0                    | 10                | 6                | 8                    | 2                  | 1                              | 8                       | 1                   | 0                           |                    | 5                  | 6                 | 7                  | 0  | 4  |
| Participantes            | Países Bajos        | 12                | 12                    | 6                    | 12                | 0                    | 0                 | 0                | 3                    | 3                  | 10                             | 0                       | 8                   | 2                           | 4                  |                    | 12                | 1                  | 5  | 3  |
| Participantes            | Francia             | 0                 | 3                     | 7                    | 2                 | 1                    | 0                 | 1                | 4                    | 1                  | 0                              | 3                       | 0                   | 5                           | 0                  | 4                  |                   | 3                  | 6  | 5  |
| Participantes            | Irlanda             | 10                | 0                     | 12                   | 7                 | 0                    | 1                 | 12               | 7                    | 12                 | 8                              | 12                      | 12                  | 12                          | 5                  | 6                  | 8                 |                    | 7  | 12 |
| Participantes            | España              | 4                 | 7                     | 8                    | 6                 | 5                    | 6                 | 0                | 0                    | 0                  | 0                              | 0                       | 0                   | 0                           | 2                  | 0                  | 0                 | 0                  |    | 0  |
| Participantes            | Bélgica             | 0                 | 0                     | 3                    | 0                 | 0                    | 0                 | 0                | 0                    | 0                  | 0                              | 0                       | 0                   | 1                           | 10                 | 0                  | 0                 | 0                  | 0  |    |
| (por orden de aparición) |                     |                   |                       |                      |                   |                      |                   |                  |                      |                    |                                |                         |                     |                             |                    |                    |                   |                    |    |    |

### Máximas puntuaciones
Los países que recibieron la máxima puntuación del jurado (12 puntos) fueron:
| N.º | A                   | De                                                                            |
| --- | ------------------- | ----------------------------------------------------------------------------- |
| 7   | Irlanda             | Grecia, Dinamarca, Suecia, Noruega, Alemania Occidental, Reino Unido, Bélgica |
| 4   | Países Bajos        | Francia, Austria, Turquía, Luxemburgo                                         |
| 3   | Alemania Occidental | Italia, Países Bajos, España                                                  |
| 2   | Suiza               | Finlandia, Irlanda                                                            |
| 1   | Italia              | Portugal                                                                      |
| 1   | Reino Unido         | Suecia                                                                        |
| 1   | Turquía             | Marruecos                                                                     |

### Jurado español
El jurado español reunido en el estudio 4 de Prado del Rey fue presentado por Marisa Medina y compuesto por  un sastre (José María Reíllo), dos estudiantes (Carmen Miranda, y Nieves Aguado), un pintor (Emilio Machado), una actriz (María José Nieto), el director de una cadena de discotecas (Rafael Lozano), una secretaria (Ana Menéndez), un empresario (Rafael Gómez), una patinadora artística (Isabel Ortiz), un ingeniero (Pedro Olivares) y un ama de casa (Mari Luz Blanco). Actuó como presidente José Luis Uribarri.